# Гаргоци (Пиза)
Гаргоци је насеље у Италији у округу Пиза, региону Тоскана.
Према процени из 2011. у насељу је живело 26 становника. Насеље се налази на надморској висини од 69 м.